# Charmer
"Charmer" é uma canção da banda americana de rock Kings of Leon e é também o terceiro single do álbum Because of the Times. A canção foi lançada como single em 29 de outubro de 2007 no Reino Unido e não se saindo tão bem quanto o esperado chegando apenas a posição n° 85 no UK Singles Chart. Em outubro de 2011 a NME deu ao siogle a posição #115 na lista de "150 Best Tracks of the Past 15 Years".

## Faixas
| CD & 7" vinil |                          |         |  |
| N.º           | Título                   | Duração |  |
| 1.            | "Charmer"                |         |  |
| 2.            | "My Party" (Kenna Remix) |         |  |